# ПСО-1

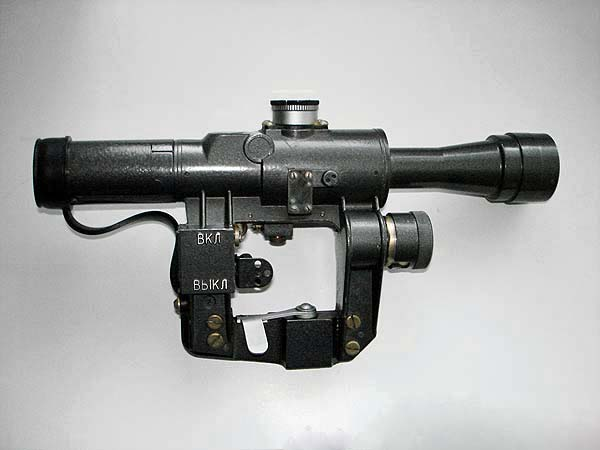
ПСО-1 вигляд зліва

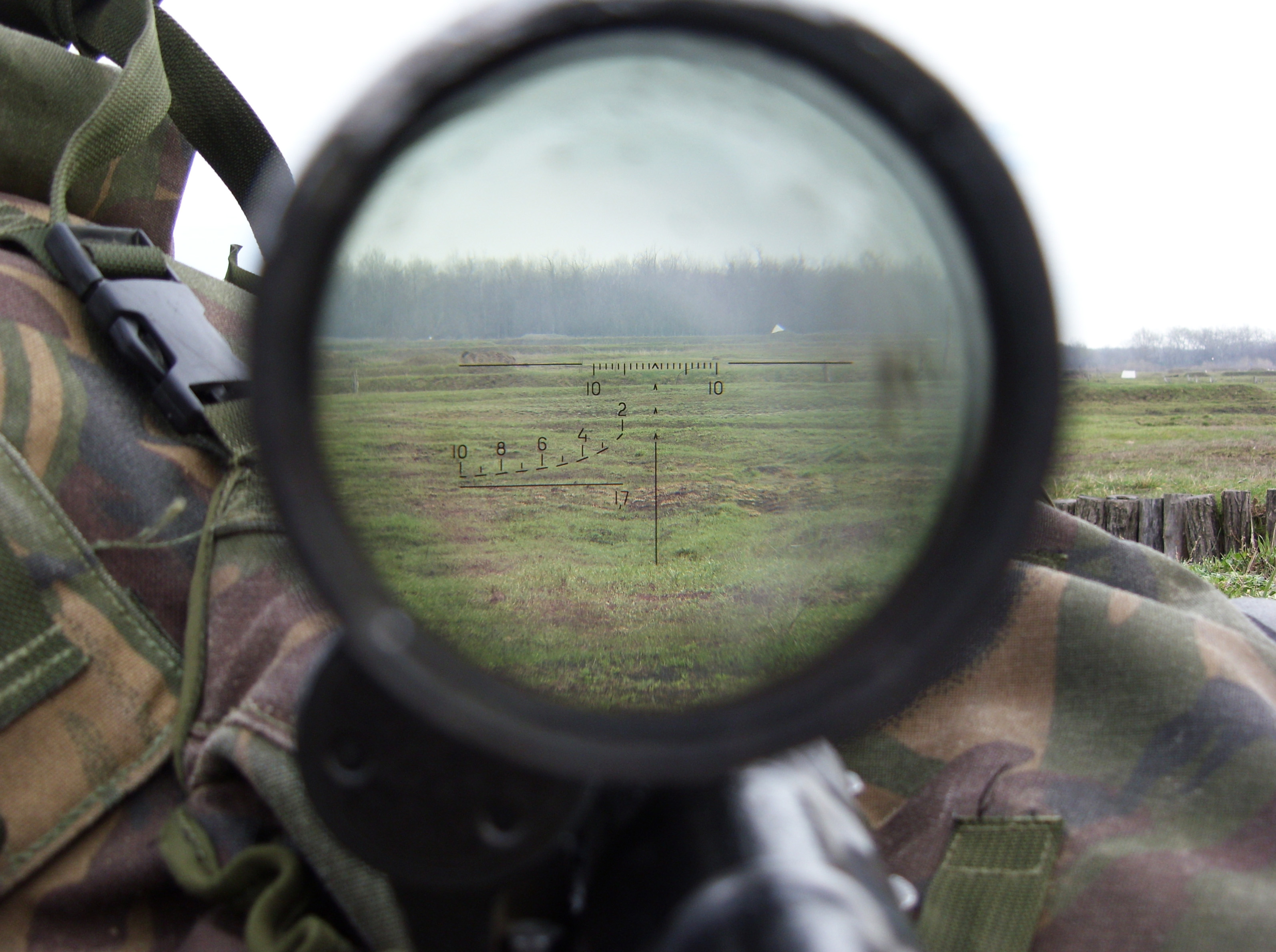
Погляд крізь приціл ПСО-1

ПСО-1 (рос. Прицел снайперский оптический, Приціл Снайперський Оптичний) — один з основних прицілів радянського та російського снайперського озброєння. Приціл був розроблений в 1963 році спеціально для гвинтівки СВД.
Існують такі модифікації прицілу: ПСО-1, ПСО-1-1, ПСО-1М2 (ПСО-1С), ПСО-2, ПСО-3.

## Характеристики прицілу
- Збільшення прицілу — 4 крат;
- Кутове поле зору — 6 °;
- Довжина прицілу з окуляром і блендою — 375 мм;
- Віддалення вихідного вічка — 68 мм;
- Діаметр вихідного вічка — 6 мм;
- Світловий діаметр об'єктива — 24 мм;
- Межа розширення — 12 кут. / сек;
- Напруга живлення — 1,5 В;
- Габаритні розміри — 337x136x72 мм;
- Маса — 0,62 кг.

Приціл може бути встановлений на такі моделі зброї:
- Снайперські гвинтівки СВД (СРДС), СВУ, ОСВ-96;
- Спеціальні гвинтівки ВСР, ВСК-94;
- Спеціальні автомати: «Вал»;
- Карабіни «Сайга», «Тигр», «Соболь»;
- автомати Калашникова різних модифікацій;
- кулемети Калашникова різних модифікацій.

|     |      |                  |     |
| СВД | СВДС | «Вінторез» (ВСС) | СВУ |

## Пристрій прицілу
Оптичний приціл складається з механічної й оптичної частин.
Снайперський оптичний приціл ПСО-1 має такі основні частини:
- корпус;
- об'єктив;
- окуляр;
- бленду;
- наочник;
- маховичок зі шкалою кутів прицілювання;
- маховичок зі шкалою бічних виправлень;
- рукоятку;
- світлофільтр в оправі;
- напрямну;
- джерело живлення;
- лампу;
- ковпачок.[1]

### Механічна частина
Механічна частина прицілу включає:
- корпус;
- верхній і бічний маховички;
- пристрій висвітлення сітки прицілу;
- висувну бленду;
- гумовий наочник і ковпачок.